# Antônio, Duque de Montpensier
Antônio Maria Filipe Luís de Orleães (em francês: Antoine Marie Philippe Louis d'Orléans; Neuilly-sur-Seine, 31 de julho de 1824 – Sanlúcar de Barrameda, 5 de fevereiro de 1890), foi um príncipe francês da Casa de Orléans, o filho mais novo do rei Luís Filipe I da França e de sua esposa, a princesa Maria Amélia de Nápoles e Sicília. Ele foi denominado como o Duque de Montpensier. Era pai da rainha Maria Mercedes, esposa de Afonso XII da Espanha, e bisavô do rei Manuel II de Portugal.
Tinha intenções quanto ao trono espanhol, conspirava sem cessar para colocar nele a esposa. Sua cunhada a rainha Isabel II o exilou varias vezes, tendo a mesma sido deposta pelo povo em 1868.

## Biografia

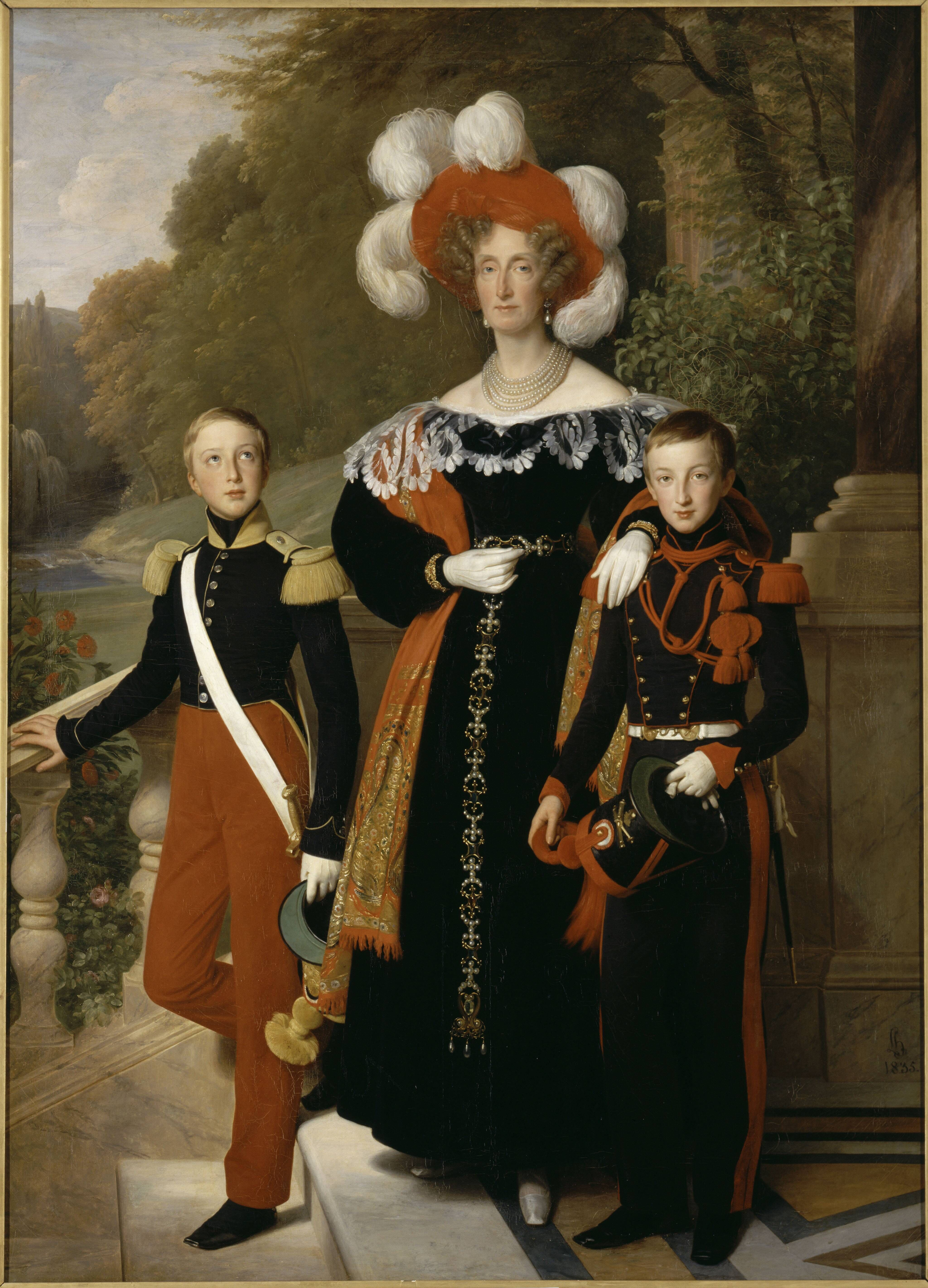
Antônio (direita) com seu irmão Henrique e sua mãe Maria Amélia, de Louis Hersent. No Palácio de Versalhes (1835)

Antônio era o filho mais novo do rei Luís Filipe I da França e sua esposa Maria Amélia das Duas Sicílias. Seus avós paternos foram Luís Filipe II, Duque de Orleães e Luísa Maria Adelaide de Bourbon. Seus avós maternos foram Fernando I das Duas Sicílias e Maria Carolina da Áustria.
Tornou-se príncipe em 1830, quando seu pai foi nomeado Rei de França. Aos dezoito anos foi promovido a tenente do 3º Regimento de Artilharia e, em 17 de dezembro de 1843, a capitão do 4º Regimento de Infantaria.
Combateu em 1844 na campanha da Argélia, destacando-se em Biskra, o que lhe valeu a comenda de Cavaleiro da Legião de Honra, em 24 de junho daquele ano. Ainda em 1844 foi promovido a Chefe de Esquadrão. Em 1845, já como Tenente-coronel, faz uma viagem ao Oriente Próximo com seu secretário e amigo Antoine de Latour', onde conheceu Turquia, Alexandria, Grécia e Egito. Enquanto isso, França e Inglaterra planejavam um casamento duplo, unindo Antônio à infanta Luísa Fernanda de Bourbon (filha do falecido rei Fernando VII da Espanha); e Isabel II da Espanha, sua irmã, ao infante Francisco de Assis de Bourbon.
Foi promovido a coronel em 13 de agosto de 1846 e nomeado marechal-de-campo e comandante de artilharia por seu pai, em 11 de setembro.

## Casamento

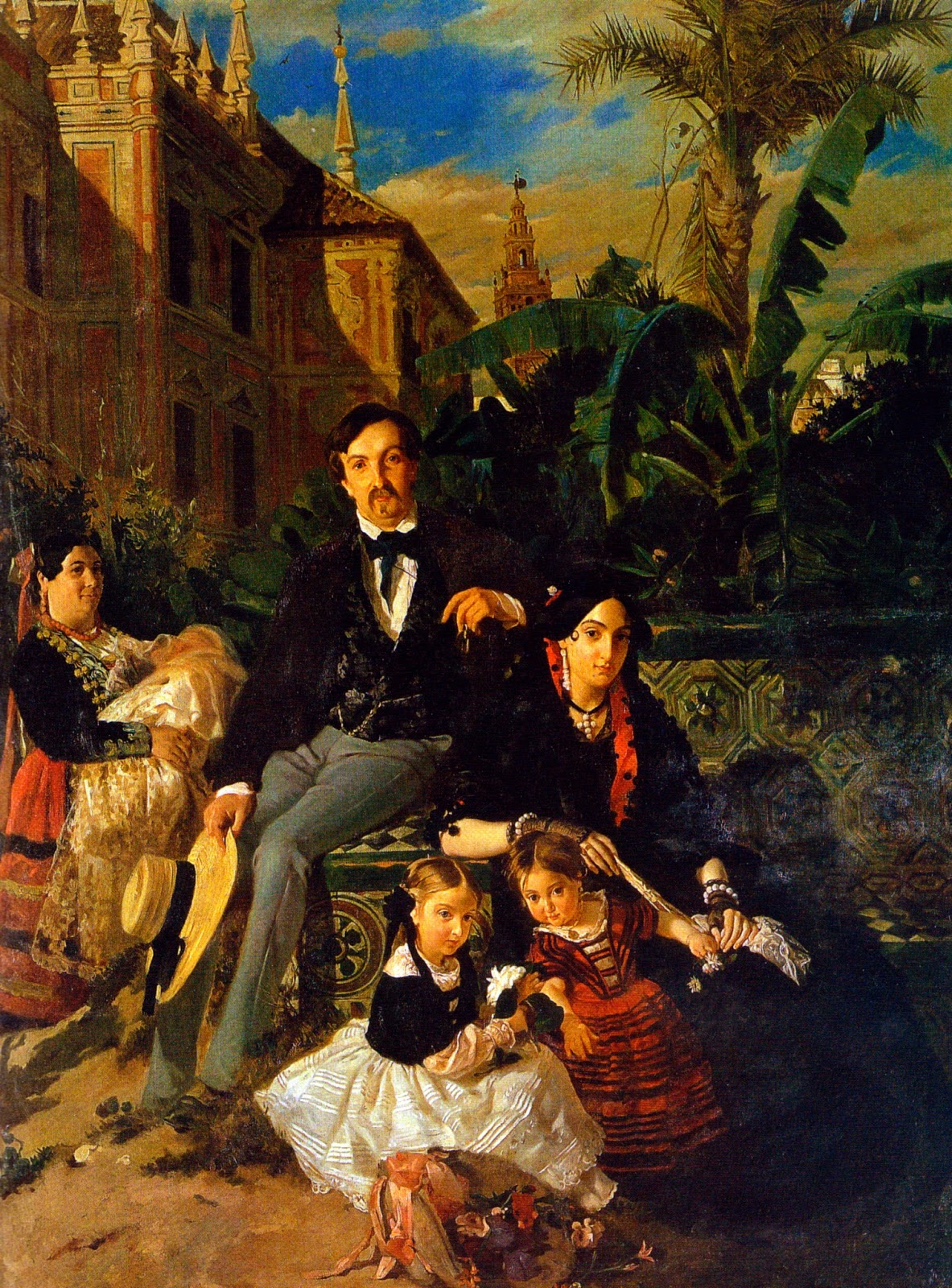
Os duques de Montpensier e seus filhos nos jardins do Palácio de San Telmo, em Sevilha

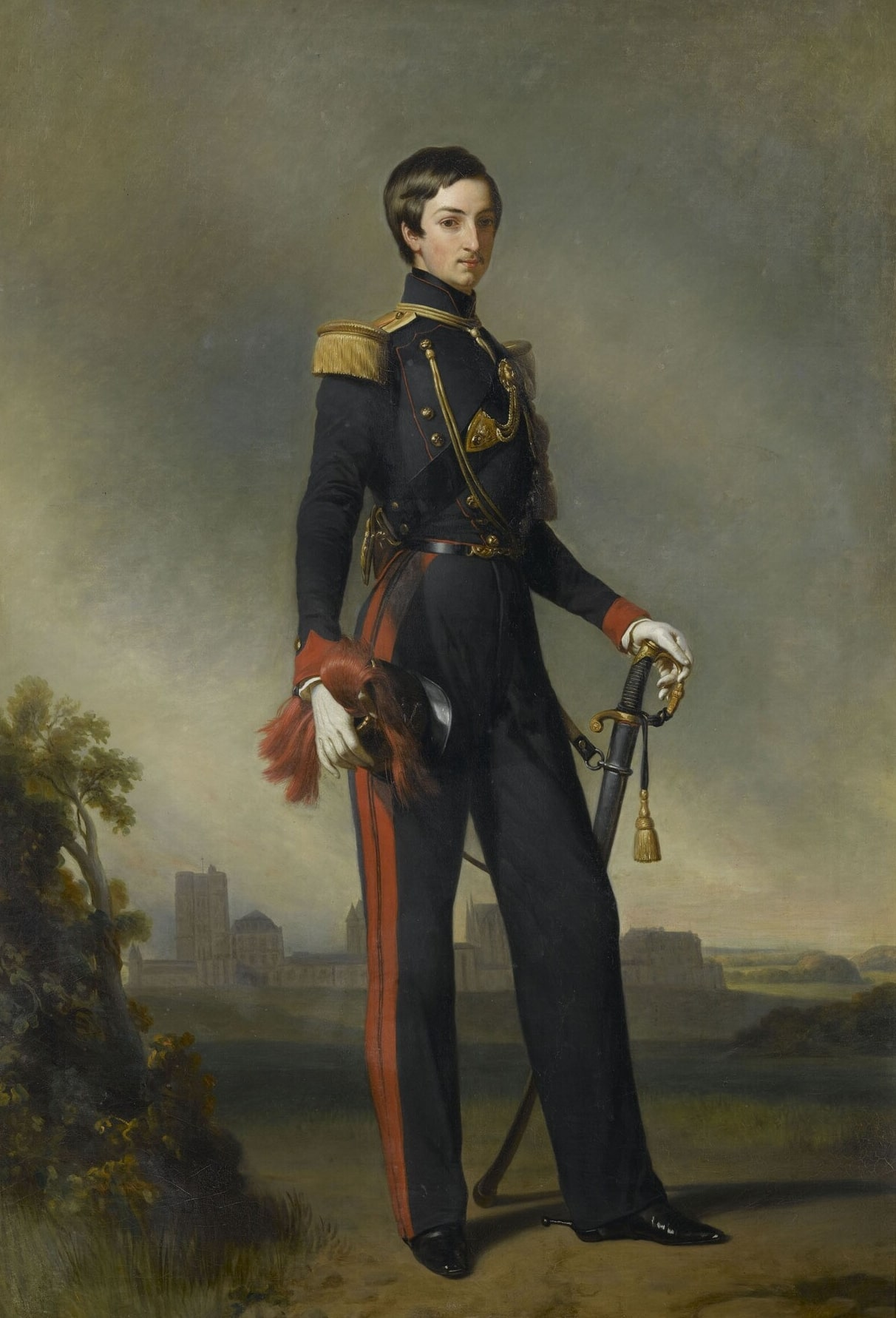
Retrato por Franz Xaver Winterhalter, 1844

Antônio casou-se com a infanta Luísa Fernanda da Espanha em 10 de outubro de 1846. Enquanto o noivo já contava vinte e dois anos, a noiva tinha apenas quinze. Eles tiveram dez filhos:
- Maria Isabel (21 de setembro de 1848 – 23 de abril de 1919), casada com Luís Filipe, Conde de Paris, com descendência;
- Maria Amélia (28 de agosto de 1851 – 11 de novembro de 1870), faleceu de tuberculose, solteira e sem descendência;
- Maria Cristina (29 de outubro de 1852 – 27 de abril de 1879), que noivou com seu primo Afonso XII, cinco anos mais novo, depois da morte de sua irmã mais nova, Maria das Mercedes, mas faleceu antes do casamento;
- Maria da Regra (9 de outubro de 1856 – 25 de julho de 1861), morreu na infância;
- Criança natimorta (31 de março de 1857);
- Fernando (29 de maio de 1859 – 3 de dezembro de 1873), morreu na adolescência;
- Maria das Mercedes (24 de junho de 1860 - 26 de junho de 1878), casada com o rei Afonso XII da Espanha, sem descendência;
- Filipe (12 de maio de 1862 - 13 de fevereiro de 1864), morreu na infância;
- Antônio (23 de fevereiro de 1866 - 24 de dezembro de 1930), Duque da Galliera, casado com a infanta Eulália da Espanha, com descendência;
- Luís (30 de abril de 1867 - 21 de maio de 1874), morreu na infância.

## Vida na Espanha

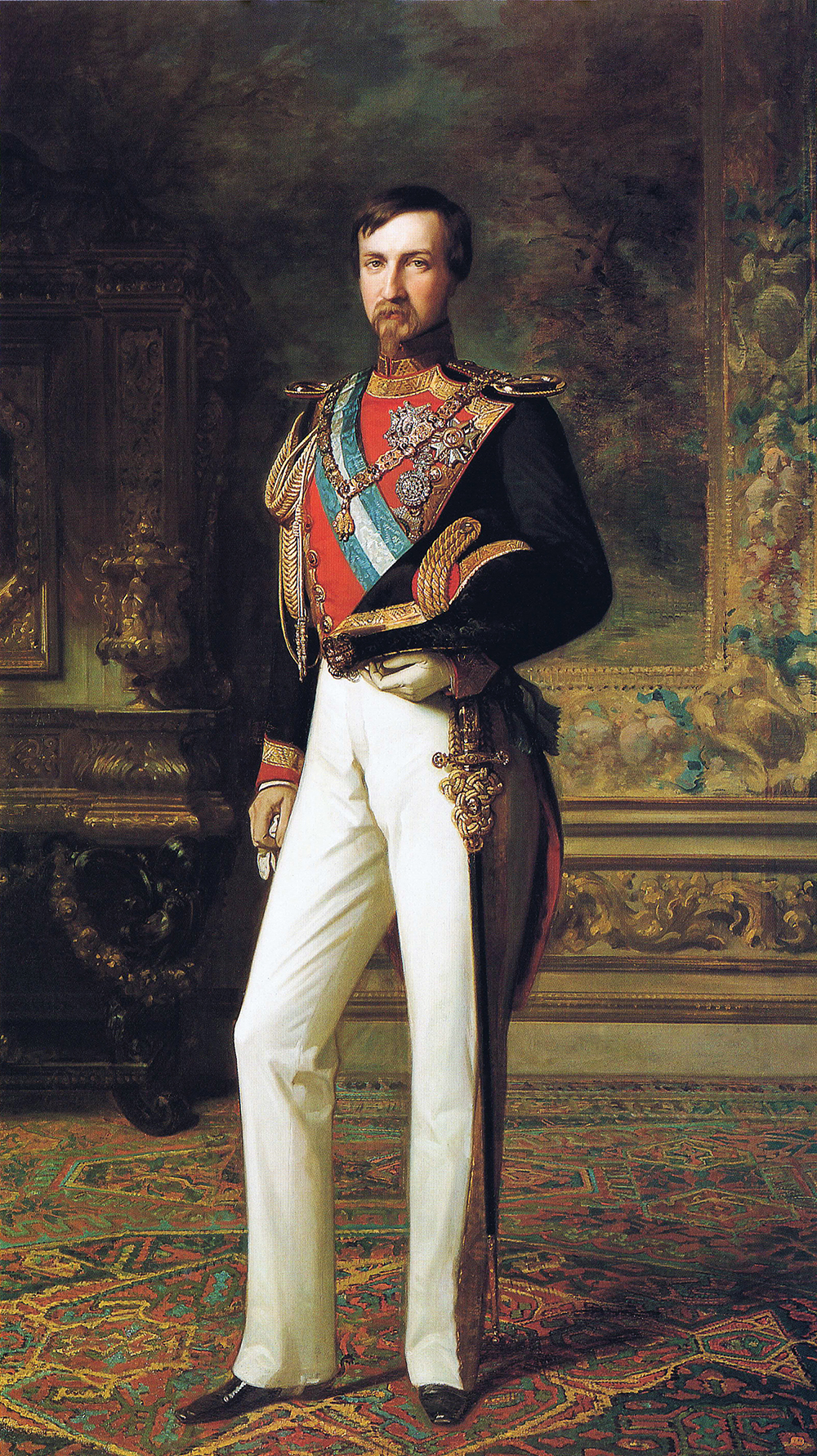
Antônio de Orleães por Federico de Madrazo y Kuntz

Em fevereiro de 1848, Luís Filipe I teve que fugir com sua família, devido à instauração da República na França. Antônio segue para a Inglaterra, onde sua família se instalou, e parte para a Espanha.
Alguns meses depois, os duques já estão instalados no Palácio de San Telmo, em Sevilha. Passam a viajar pela Espanha e conhecem cidades como Cádiz e El Puerto de Santa María. Antônio e Luísa gostaram especialmente da cidade de Sanlúcar de Barrameda, onde passaram a veranear com frequência. A partir de 1852, o casal já podia instalar-se no Palacio de Orléans-Borbón, adquirido e reformado por eles no ano anterior.
Em 7 de julho de 1868 teve início a Revolução Espanhola, encabeçada pelo general Juan Prim y Prats e financiada, entre outros, pelo próprio Antônio, que terminou com a derrocada de sua cunhada, a rainha Isabel II. Poucos dias depois o duque receberia um comunicado oficial de Luis González Bravo, presidente do Conselho de Ministros da Espanha, informando sua expulsão do país. Antônio e sua família partiram então para Portugal, onde permaneceram por um ano.

## Exílio e morte
Após seu retorno à Espanha, Antônio passou a ser alvo de artigos e panfletos ofensivos publicados por seu primo, Henrique, Duque de Sevilha, irmão do rei consorte. Assim como Antônio, Henrique também era pretendente ao trono (vazio desde a queda de Isabel II) e a desqualificação pública era uma das estratégias utilizadas na tentativa de se angariar votos perante as Cortes, que elegeriam o novo rei.
Antônio desafiou Henrique para um duelo, marcado para o dia 12 de março de 1870, em Leganés, nos arredores de Madrid. Nesse duelo, Henrique foi morto por Antônio com um tiro de pistola. O incidente levou Antônio a ser julgado pelo Conselho de Guerra, que o condenou a um mês de exílio de Madrid.

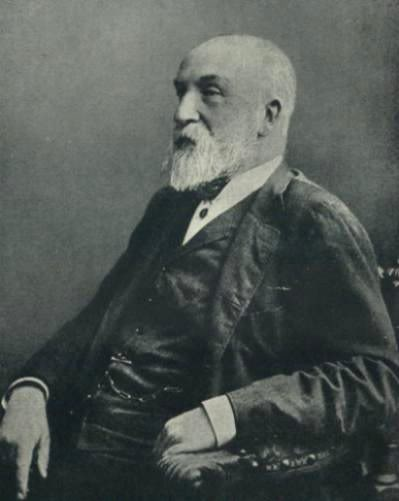
O duque de Montpensier em sua velhice

O novo soberano da Espanha foi eleito pelas Cortes em 16 de novembro de 1870. As expectativas de Antonio foram frustradas com a escolha de Amadeu, príncipe italiano da Casa de Saboia, com uma ampla margem de votos (191 a 27).
Recusando-se a prestar juramento de adesão a Amadeu I, procedimento obrigatório a quem ocupa o posto de Capitão-general, Antônio foi detido e enviado a uma fortaleza militar na Ilha de Minorca. Posteriormente, foi destituído do posto de Capitão-general.
Na noite de 27 de dezembro de 1870, às vésperas do desembarque do novo rei da Espanha, o presidente do Conselho de Ministros da Espanha, Juan Prim y Prats, sofreu um grave atentado ao sair de uma sessão das Cortes. Indícios apontam Antônio de Orleães e Francisco Serrano y Domínguez, regente do reino, como mentores intelectuais e o republicano José Paúl y Angulo como um dos executores do incidente, que resultou na morte de Prim, em 30 de dezembro. Estudos publicados em 1960 por Antonio Pedrol Rius confirmam os responsáveis pelos disparos contra o general, mas não conseguem esclarecer a participação de Antonio e Serrano no planejamento da ação (embora os assassinos tenham sido contratados por homens de confiança do duque e do regente). Especula-se que Antonio teria planejado o atentado com o objetivo de conseguir a abdicação de Amadeu I, que chegou à Espanha no dia exato da morte de Prim, favorecendo suas aspirações ao trono.
Antônio de Orleães morreu na Fazenda de Torrebrava, em Sanlúcar de Barrameda, em 4 de fevereiro de 1890, aos 65 anos de idade, vítima de um acidente vascular cerebral. Inicialmente, seus restos mortais foram sepultados na mesma propriedade, num local denominado Corro del Piñón. Atualmente, o corpo do duque repousa no Panteão dos Infantes do Mosteiro de São Lourenço do Escorial.

## Legado
De todos os seus filhos, apenas Maria Isabel, Condessa de Paris, e Antônio, Duque da Galliera, deixaram filhos. Através de Antônio, a linha atualmente não-real de duques da Galliera continua. Os netos dele perderam perderam status real devido a casamentos não-dinásticos. O atual duque de Galliera é trineto de Antônio, D. Alfonso Francesco de Orléans-Bourbon y Ferrara-Pignatelli.
Através de Maria Isabel, Luísa Fernanda tornou-se bisavó do rei Manuel II de Portugal; dos duques Luís Filipe de Bragança, Amadeu II de Aosta e Aimone de Saboia; das princesas Dolores Czartoryski e Esperança de Orléans e Bragança; da condessa Maria das Mercedes de Bourbon, mãe do rei Juan Carlos da Espanha, e de Henrique, Conde de Paris.